# Breiter Berg (Falken)
Der Breite Berg ist ein heute teilweise bewaldeter Berg mit zwei Kuppen im nordwestlichen Teil des thüringischen Wartburgkreises und gehört anteilig zum Stadtteil Falken im Stadtgebiet von  Treffurt sowie zum Ortsteil Frankenroda der Stadt Amt Creuzburg. Er zählt zum Naturpark Eichsfeld-Hainich-Werratal. Das Bergplateau besitzt bei der höheren Nordwestkuppe Fischersberg eine Gipfelhöhe von 323,2 m ü. NHN und war im Mittelalter großflächig gerodet, Ackerterrassen und Wölbäcker sind noch gut im Wald erkennbar. Zahlreiche Grenzsteine markieren die Enklave der ehemaligen Propstei Zella, die diesen Talabschnitt seit dem Hochmittelalter zur Bewirtschaftung überlassen bekam.
Die Südwestkuppe Mönchsberg (⊙318,7 m ü. NHN) bietet einen kleinen Aussichtsturm mit Panoramablick zum nördlichen Hainich mit der Burg Haineck.
Nach Westen geht der Breite Berg in das mit Buchenwald bestockte Wachsholz über. Eine schroffe Abbruchkante mit bis zu 40 m hohen Kalksteinfelsen im Steilhang säumt den Talrand bis zum westlich folgenden Treffurter Stadtwald. In den Felsen verborgen finden sich mehrere, meist namenlose Felsspalten und Höhlen, die als Quartier von Fledermäusen bedeutsam sind. Der nach Probsteizella auslaufende Berghang wird landwirtschaftlich genutzt (Acker- und Weidefläche).